# 猛康口岸
22°48′44″N 104°7′42″E / 22.81222°N 104.12833°E
猛康口岸，是越南老街省猛康县的一个边境口岸。与该口岸相接的是中国云南省马关县的桥头口岸。